# Odaát (9. évad)
Az Odaát (Supernatural) kilencedik évada 2013. október 8. és 2014 május 20. között futott az amerikai The CW csatornán, Magyarországon 2018. január 6-án 00:55-kor adták le a 9. évad első részeit.

## Karakterek a 9. évadban
- Dean Winchester
- Sam Winchester

## Lásd még
- Odaát
- Az Odaát epizódjainak listája